# Буда (Богданешти)
Буда (рум. Buda) насеље је у Румунији у округу Васлуј у општини Богданешти. Oпштина се налази на надморској висини од 233 m.

## Становништво
Према подацима из 2011. године у насељу је живело 176 становника.